# Lecanora cateilea
Lecanora cateilea är en lavart som först beskrevs av Erik Acharius, och fick sitt nu gällande namn av Abramo Bartolommeo Massalongo. Lecanora cateilea ingår i släktet Lecanora, och familjen Lecanoraceae. Arten är reproducerande i Sverige.